# Drummondita miniata
Drummondita miniata är en vinruteväxtart som först beskrevs av C.A. Gardn., och fick sitt nu gällande namn av P.G. Wilson. Drummondita miniata ingår i släktet Drummondita och familjen vinruteväxter. Inga underarter finns listade i Catalogue of Life.